# Elizabeth Gilbertová

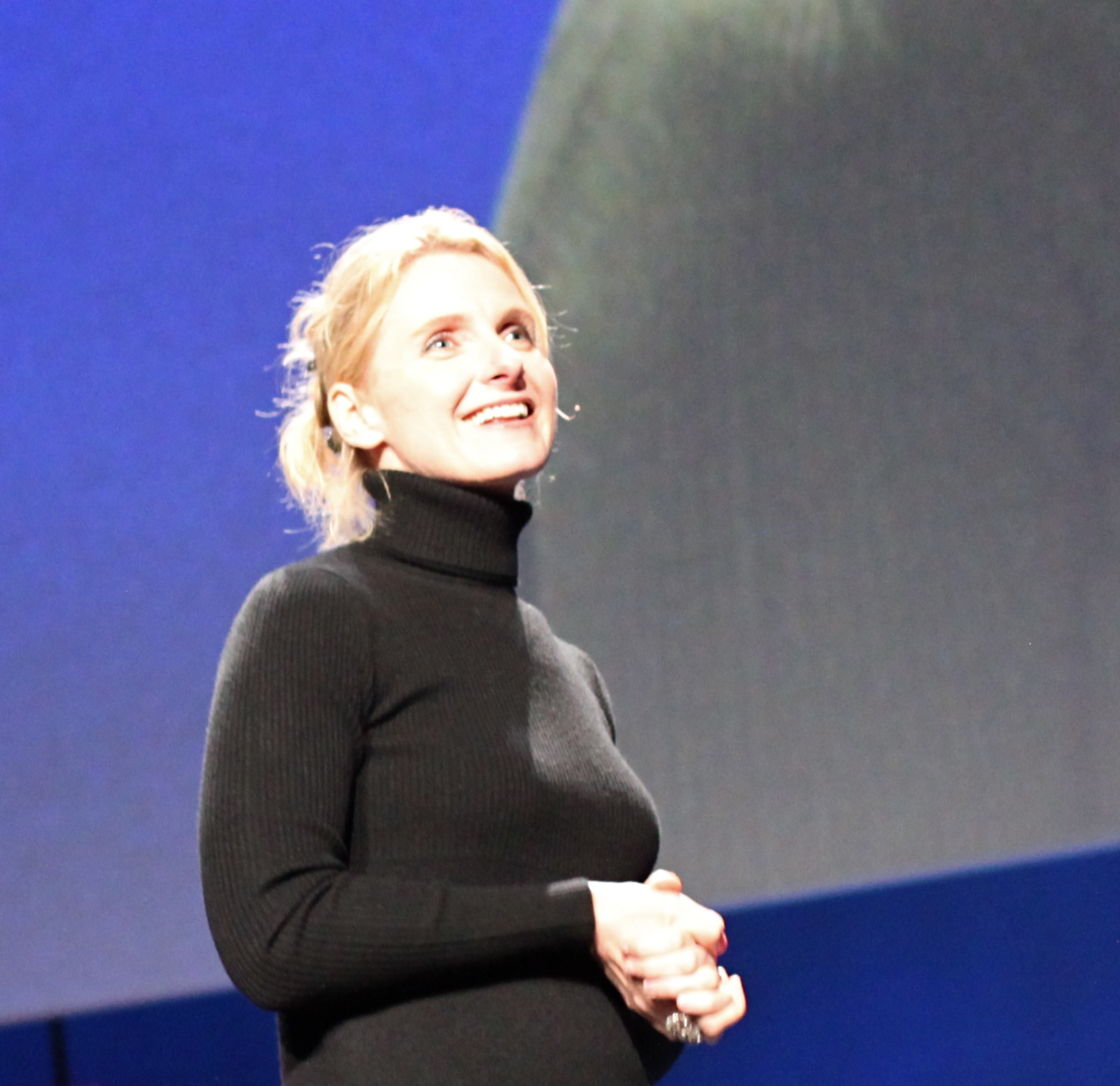
Elizabeth Gilbertová

Elizabeth M. Gilbertová (* 18. července 1969, Waterbury, Connecticut, USA) je americká spisovatelka románů, esejí, povídek, biografií a autobiografických knih. 
Nejvíce proslula svojí vzpomínkovou knihou Eat, Pray, Love z roku 2006 (česky vyšla v roce 2007 v překladu Zdíka Duška pod názvem Jíst, meditovat, milovat), která se nacházela k prosinci 2010 po 199 týdnů v žebříčku bestsellerů New York Times a podle které byl v roce 2010 natočen stejnojmenný film.

## Život
Narodila se ve městě Waterbury, ve státě Connecticut. Její otec byl chemický inženýr a matka pracovala jako zdravotní sestra. Gilbertová vyrůstala spolu se sestrou Catherine Gilbert Murdockovou, spisovatelkou a historičkou, na malé rodinné farmě v Litchfieldu, ve státě Connecticut (rodina pěstovala vánoční stromky). Jelikož Gilbertovi žili na samotě, bez televize a gramofonu, byla hlavní zábavou četba a sestry se bavily tím, že si psaly vlastní knížky a hry.
Roku 1991 získala titul Bachelor of Arts z politologie na Newyorské univerzitě a poté vystřídala různá zaměstnání: kuchařka, servírka a novinářka. Své zkušenosti kuchařky na ranči popsala v několika povídkách a také se objevily v její knize The Last American Man (Poslední Američan, 2002).

## Novinářská práce
V roce 1993 jí otiskl magazín Esquire povídku Pilgrims (Poutníci), díky čemuž se stala po Normanu Mailerovi druhou dosud nepublikovanou spisovatelkou povídek, která debutovala v Esquiru. To jí přineslo stálé zaměstnání novinářky v různých magazínech, jako např. SPIN, GQ, The New York Times Magazine, Allure, Real Simple, a Travel + Leisure. O své kariéře dobře placené spisovatelky na volné noze píše Gilbertová i v knize Eat, Pray, Love.
Ve svém článku z roku 1997 "The Muse of the Coyote Ugly Saloon" vzpomíná na práci barmanky v baru "Coyote Ugly" v newyorské části East Village. Článek se později stal předlohou celovečerního filmu Coyote Ugly (Divoké kočky, 2000). Za adaptaci článku "Eustace Conway is Not Like Any Man You've Ever Met", životopis moderního přírodovědce s názvem The Last American Man ((Poslední Američan, 2002), byla nominována na Národní knižní cenu National Book Award v kategorii literatura faktu.

## Dílo
První kniha, kterou vydala, je sbírka povídek s názvem Pilgrims (Poutníci, 1997), za kterou obdržela cenu Pushcart Prize a dostala se do finále o cenu PEN/Hemingway Award. V roce 2000 následoval román Stern Men (Drsní chlapi) a o dva roky později vyšel životopis The Last American Man (Poslední Američan, 2002).

### Eat, Pray, Love
Kniha Eat, Pray, Love: One Woman's Search for Everything Across Italy, India and Indonesia (Jíst, meditovat, milovat: pouť mladé dámy za pozemskými i duchovními rozkošemi napříč Itálií, Indií a Indonésií) vyšla v roce 2006 a popisuje duchovní a osobní hledání autorky během roční zahraniční cesty, kterou mohla financovat ze zálohy, kterou jí vydavatel zaplatil za ještě nenapsanou knihu.
Hned po svém vydání na jaře 2006 se tato její autobiografie dostala do čela žebříčku bestsellerů New York Times a ještě v říjnu 2008, po 88 týdnech, byla na 2. místě. Gilbertová byla dvakrát pozvaná do pořadu Oprah Winfreyové, kde diskutovala o knize i o své filozofii. Společnost Columbia Pictures zakoupila práva a 13. srpna 2010 uvedla do kin stejnojmenný film, s Julií Robertsovou v hlavní roli.
V lednu 2010 vyšla Gilbertové zatím poslední, pátá kniha s názvem Committed: A Skeptic Makes Peace with Marriage (Ve svazku: Skeptička uzavírá mír s manželstvím). Kniha je svým způsobem pokračováním Eat, Pray, Love, protože v ní spisovatelka líčí svůj život poté, co opustila Bali. Jde tedy opět o literaturu faktu, v níž se Gilbertová podrobně věnuje problematice manželství, zkoumá tuto instituci z různých úhlů pohledu, ať už historických či moderních, a zaměřuje se především na pohled žen, zvláště těch, které mají ke sňatku výhrady. Gilbertová neopomíjí ani manželství osob stejného pohlaví a přirovnává je ke smíšeným manželstvím ze 70. let 20. století.

### Literární vlivy
V jednom rozhovoru Gilbertová nostalgicky uvedla Čaroděje ze země Oz, protože, jak tvrdí, "Jsem spisovatelkou proto, že jako dítě jsem velmi ráda četla - a taky kvůli knihám ze země Oz".
Často také zmiňuje Charlese Dickense a vliv jeho stylu na její psaní. Za svou nejoblíbenější knihu o filosofii považuje Hovory  od Marka Aurelia.

### Autorka knih
- Pilgrims (Poutníci, 1997)
- Stern Men (Drsní chlapi, 2000)
- The Last American Man ((Poslední Američan, 2002)
- Eat, Pray, Love (Jíst, meditovat, milovat, 2006)
- Committed (V dobrém i ve zlém, 2010)

### Autorka audioknih
- Jíst, meditovat, milovat (Audioteka, 2016), načetla Kristýna Kociánová